# Eva Ment

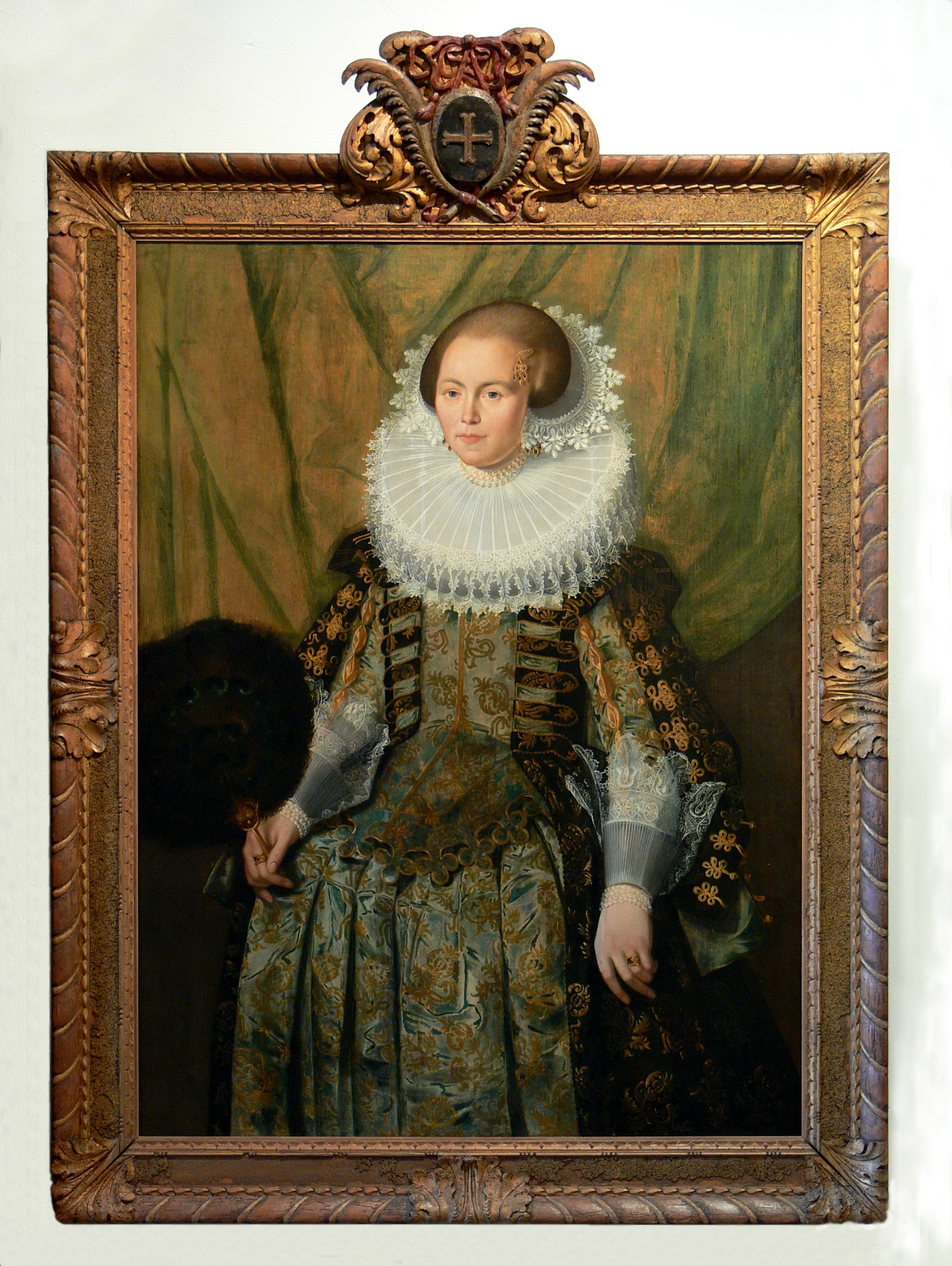
Eva Ment

Eva Ment, född 1606, död 1652, var en nederländsk guvernörsfru, gift 1625 med Jan Pieterszoon Coen (1587-1629), generalguvernören i Nederländska Ostindien. Hon är känd för den roll hon spelade under sin tid som maka till guvernören i Batavia, där det blev hennes roll att införa holländsk kultur i kolonin genom sitt exempel. 

## Biografi
Eva Ment var dotter till bryggaren Claes Corneliszoon Ment (ca 1551-före 1627) och Sophia Benningh (1561-1627) och växte upp i Amsterdam. År 1625 gifte hon sig i Amsterdam med den dåvarande guvernören för Ostindien. Maken hade gift sig en andra gång delvis just för att kunna föra med sig en hustru tillbaka till Batavia inför sin andra mandatperiod, som en del av sin politik där. Hans syfte var att tillåta en omfattande emigration av holländska kvinnor till den nygrundade kolonin i Batavia, delvis för att grunda en fast holländsk kolonialbefolkning, och delvis för att upprätthålla holländska levandsvanor för kolonins befolkning, och en guvernörsfru skulle genom sin höga status sätta exempel som ledande "civilisatör". 
Eva Ment följde 1627 med maken till Batavia med sin dotter, mor, syster och bror i sällskap. I Batavia intog Eva Ment en framskjuten ställning som sedan blev mönsterbildande för guvernörsfruar: som kolonins första dam tilldelades hon hovdamer och närvarade vid officiella invigningar, och de hlländska kvinnornas liv på Batavia skulle snart bli ökänt I Nederländerna för sin lyx och frihet. Hon tog sitt "civilisationsuppdrag" på allvar och under sin korta tid som guvernörsfru 1627-1629 lämnade hon ett starkt intryck i kolonins historia genom sitt exempel och betraktades länge där som ett ideal för holländska kvinnor och sågs som mönsterbildande. Bland hennes projekt var att agera föreståndare för de döttrar till holländska män och asiatiska kvinnor som omhändertogs av kompaniet för att bli holländsk kolonialhustrur, bland dem Sara Specx. Ett stort antal kvinnor emigrerade också från Nederländerna till Batavia under makens tid. 
När hennes make avled 1629 ombads hon av kolonins styrande att stanna kvar och fortsätta sitt arbete, men hon avreste senare samma år till Nederländerna och återvände till Amsterdam. Hon gifte sig 1632 med Louwissen Marinus van Bergen (1598-1645), chef för Ostindiska kompaniet i Burma sedan 1630 köpman i Amsterdam och Middelburg, guvernör i WIC; och 1646 Isaac Buys (1618-1684), advokat, kassör och styrelse Middelburg. Efter 1632 infördes en ny politik för kvinnlig emigration till Batavia, eftersom de holländska kvinnorna ansågs ställa för höga materiella krav och hade en tendens att övertala maken att återvända till Nederländerna efter tjänstgöring snarare än att stanna kvar, vilket gjorde att kolonialbefolkningen hölls nere, och i fortsättningen uppmuntrades i stället holländska män att frige, döpa och gifta sig med sina asiatiska slavinnor, som inte ansågs ställa lika höga kav på lyx som de fattiga holländska emigrantkvinnorna, och som förbjöds att resa till Nederländerna, vilket grundade en fast kolonialbefolkning: fram till 1869 fick holländska kvinnor nästan endast tillstånd att resa till Batavia om de redan var gifta med någon av kolonins ämbetshavare.